# San Diego Open 2024
San Diego Open 2024 (cunoscut și sub numele de Cymbiotika San Diego Open presented by ResMed din motive de sponsorizare) a fost un turneu de tenis feminin care s-a jucat pe terenuri dure în aer liber. A fost cea de-a 3-a ediție a evenimentului feminin, un eveniment WTA 500 din circuitul WTA 2024. A avut loc la Barnes Tennis Center din San Diego, Statele Unite, în perioada 26 februarie–3 martie 2024.

## Campioni

### Simplu
Pentru mai multe informații consultați San Diego Open 2024 – Simplu feminin

### Dublu
Pentru mai multe informații consultați San Diego Open 2024 – Dublu feminin

## Puncte și premii în bani

### Distribuția punctelor
| Probă  | C   | F   | SF  | QF  | Runda 2 | Runda 1 | Q   | Q2  | Q1  |
| Simplu | 500 | 325 | 195 | 108 | 60      | 1       | 25  | 13  | 1   |
| Dublu  | 500 | 325 | 195 | 108 | 1       | N/A     | N/A | N/A | N/A |

### Premii în bani
| Probă  | C         | F        | SF       | QF       | Runda 2  | Runda 1 | Q2      | Q1      |
| Simplu | 142.000 $ | 87.665 $ | 51.205 $ | 24.910 $ | 13.590 $ | 9.820 $ | 6.603 $ | 3.380 $ |
| Dublu* | 47.390 $  | 28.720 $ | 16.430 $ | 8.510 $  | 5.140 $  | N/A     | N/A     | N/A     |

*per echipă